# Duché d'Amalfi
1er septembre 839 – juillet 1139
Entités précédentes :
- Duché de Naples

Entités suivantes :
- Royaume de Sicile

La république d’Amalfi (839-954) puis duché d'Amalfi, est autour de l'an mil une oligarchie commerçante autonome. Née autour du port d'Amalfi, en Italie méridionale, elle est à l'origine un dominion du duché de Naples (ducatus Neapolitanus), avant de s'affranchir de Byzance, de devenir une république aristocratique — la première de la région — et d'élire un duc en 958.
Elle s'impose comme une puissance maritime considérable au XIe siècle. Ses négociants dominent alors le commerce en Méditerranée et en Italie, avant d'être supplantés par ceux des autres cités-républiques maritimes, comme Pise, Gênes et Venise. En 1073, Amalfi tombe au pouvoir des Normands ; elle ne devait plus recouvrer sa liberté.

## Fondation
Selon le Chronicon Amalphitanum, le village d’Amalfi fut fondé par un groupe de Romains qui, partis pour Constantinople, avaient fait naufrage sur la côte des Pouilles ; puis, ayant fondé la ville de « Melphi », avaient fait route vers le sud pour s’établir sur la côte amalfitaine. C’est ainsi qu’Amalfi vit le jour comme un petit village de pêcheurs, entre les monts Lattari et la mer Tyrrhénienne.
Les Byzantins, pour se défendre de l’invasion des Lombards d’Alboïn, firent du village un fort (castrum). Les Amalfitains, adossés aux montagnes qui les isolaient des villes de Campanie autour du golfe de Salerne, n’eurent d'autre choix que de développer leurs activités autour du commerce maritime. La position stratégique qu’occupait Amalfi, entre la montagne et la mer, fit de cette modeste bourgade un enjeu considérable au cours des guerres opposant Byzantins et Lombards.
L’influence gréco-napolitaine n'empêchait pas les habitants d’Amalfi de jouir d’une substantielle « autonomie périphérique » qui allait toujours se renforçant. Cela favorisa le développement considérable du trafic entre les populations de la côte amalfitaine. Il était, en outre, grandement facilité par les bonnes relations avec Naples et Byzance. À partir de 836 les comptoirs établis par Amalfi étaient en pleine expansion : ils allaient des territoires de l’Italie méridionale jusqu'à la Sicile et l’Afrique du Nord, pourtant depuis longtemps sous domination arabe.

## De l'indépendance à l'apogée

L'Italie vers l'an mil, duché d’Amalfi au sud.

En 839, toujours dans le contexte de la lutte entre Lombards et Byzantins, Amalfi la philobyzantine fut attaquée et assiégée par les Lombards, puis le prince Sicard de Bénévent mourut assassiné dans un complot de palais. Conséquence de ce meurtre et de la guerre de succession qui s'ensuivit pour la Principauté de Bénévent, les Amalfitains se soulevèrent contre le joug lombard. Le 1er septembre 839, ils obtenaient l’autonomie administrative, même s'il se maintint une tutelle formelle de Byzance, par l'entremise du duché de Naples ; mais c'était néanmoins un premier pas vers l'indépendance.
Avec le regain de la politique expansionniste des Arabes du Maghreb, le duc de Naples Serge fut contraint de former une ligue campanienne à laquelle adhérèrent Gaète, Sorrente et Amalfi. Alors que les Musulmans tentaient de pénétrer dans Rome, en passant le Tibre, la ligue campanienne, à l'appel du pape Léon II, mobilisa sa flotte et défit les envahisseurs au débouché du fleuve. Amalfi, quoiqu'impliquée dans un conflit armé contre les musulmans, continuait d’entretenir des rapports commerciaux, même à échelle réduite, avec les marchands arabes de Sicile, d’Espagne et d’Afrique. Ibn Hawqal écrivait en 977 qu'Amalfi est « la ville la plus prospère..., la plus noble, la plus illustre de par sa condition, la plus vivante et la plus riche. Le territoire d'Amalfi est voisin de celui de Naples, belle ville aussi mais moins considérable qu'Amalfi. »
La vie des habitants d’Amalfi, de par la situation géographique particulière de leur cité entre le littoral et les montagnes, était essentiellement tournée vers la mer. Les activités commerciales occupaient tous les habitants, y compris la noblesse traditionnellement davantage tournée vers la propriété foncière. La pratique commerciale était régie par une sorte de code maritime, les Tables amalfitaines, qui demeurent l'un des fondements du droit moderne des sociétés. Le développement du commerce favorisa logiquement l’expansion des Amalfitains dans les territoires de la Méditerranée centrale et orientale, où surgirent les premiers comptoirs marchands, qui devinrent des colonies. En 996, il est certain qu'il y avait déjà un grand nombre de colonies, dont peut-être une au Caire.
Abusé par une interprétation erronée d’un texte latin qui indiquait que l’historien Flavio Biondo attribuait l'invention de la boussole aux Amalfitains, le philologue Giambattista Pio soutint que la boussole avait été inventée par l'Amalfitain Flavio Gioia. Mais le texte en question (Amalphi in Campania veteri magnetis usus inventus a Flavio traditur), toutefois, ne dit pas que Flavio est l'inventeur de la boussole, mais seulement celui qui l'a fait connaître. Toutefois, il semble que les navigateurs amalfitains ont bien été les premiers à recourir à cet instrument en Méditerranée, et que le nom correct de l’inventeur probable de la boussole serait Giovanni Gioia. En effet, la boussole avait déjà été importée de l'Orient depuis quelque temps et les marins de Méditerranée l’utilisaient ; Gioia aura seulement perfectionné l’instrument en le rendant plus stable.

## La décadence d'Amalfi

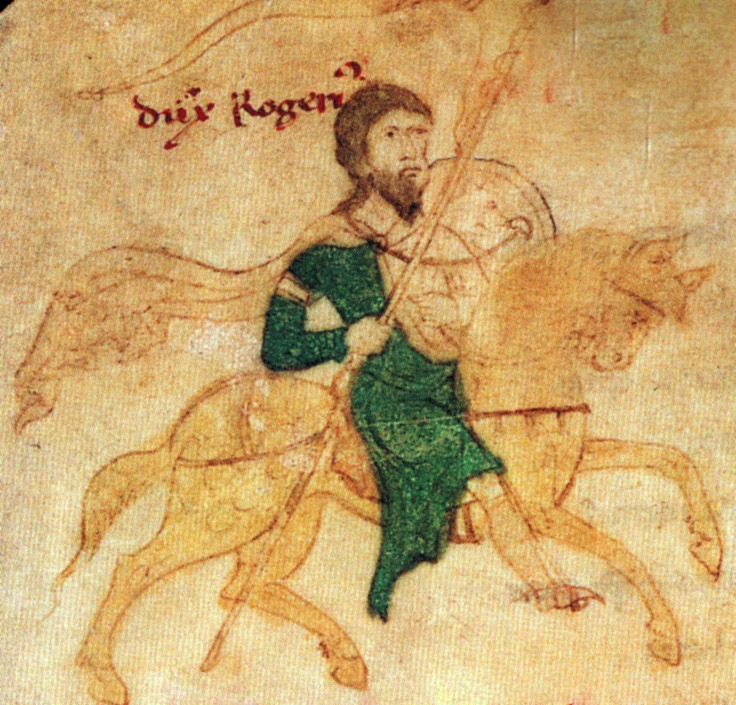
Roger II de Sicile s'empara finalement de la principauté d'Amalfi.

Dans la seconde moitié du XIe siècle, le petit duché d’Amalfi connut une série de difficultés, dans un contexte qui voyait alterner les combats entre les chefs normands, les empereurs romains d’Orient et d’Occident et l'Église de Rome, avec les révoltes continuelles dans les principautés de Campanie. La communauté amalfitaine décida de renoncer à son indépendance pour se mettre sous la protection de Robert Guiscard. En octobre 1126, sous le règne de Guillaume, troisième duc des Pouilles, une majorité d’Amalfitains qui jouissaient d'une large autonomie administrative, conclurent un accord commercial avec la république de Pise. Ce traité sanctionnait les rapports amicaux existant depuis plusieurs décennies entre les deux villes maritimes de par la complémentarité de leurs intérêts commerciaux.
Le souverain pontife Innocent II (même s’il était surtout préoccupé par le schisme dont menaçait l’antipape Anaclet II) et le nouvel empereur Lothaire II, déclarèrent la guerre à Roger II de Sicile. Plusieurs principautés s'y rallièrent, dont les républiques de Pise et de Gênes. Quand la guerre gagna jusqu'à la Campanie, les Pisans qui entretenaient des relations d’affaire avec Naples et d'autres villes de la région (dont celle d'Amalfi), tirèrent argument de l’invitation du pape pour une intervention directe. Le 4 août 1135 ils attaquèrent la ville d’Amalfi, prétendant que, cette cité étant à présent sous le joug des ennemis Normands, les accords de 1126 n'étaient plus valides. Alors qu'ils pillaient les navires au fond du port et qu'ils s'en prenaient aux édifices, les Pisans furent attaqués par l’armée de Roger II, débouchant d'Aversa par les routes de col. Il s'ensuivit plusieurs combats tout le long de la côte amalfitaine dans lesquelles les milices pisanes s’illustrèrent, mais la guerre se termina favorablement pour Roger II, qui obtint en juillet 1139 de l'Église et du Saint-Empire l'abandon de la pleine juridiction sur toute l’Italie méridionale : Amalfi tomba désormais sous sa coupe.
C’en était fini de la liberté. La décadence politique d’Amalfi ne signifia pas pour autant la fin de ses colonies d’outre-mer, ni de son commerce qui restait vivace encore au siècle suivant, malgré de continuelles agressions. Point final de la crise, un raz-de-marée dévastateur ruina définitivement la principauté en 1343 : non pas tant qu'une grande partie de la ville y fut balayée, mais les arsenaux (où se construisaient les galéasses qui avaient fait d'Amalfi la maîtresse des mers) furent irrémédiablement détruits.

## À voir aussi
- Dôme d'Amalfi
- Côte amalfitaine
- Liste des préfets et ducs d'Amalfi
- République maritime